# Malonogometni klub Olmissum
Il Malonogometni klub Olmissum è una squadra croata di calcio a 5 con sede a Almissa.

## Storia
La società è stata fondata nel 2015. Olmissum è la versione latina del nome medievale di Almissa. Dopo aver vinto, nella stagione 2016-2017, il campionato della regione spalatino-dalmata, la squadra ha ottenuto il diritto di iscriversi alla seconda serie nazionale. Inserito nel girone meridionale della 2. HMNL, l'Olmissum si classifica secondo nella stagione 2017-2018 e primo in quella successiva. Al debutto nella Prva liga, la squadra centra immediatamente la vittoria del campionato, qualificandosi inoltre al turno preliminare di UEFA Futsal Champions League.

## Palmarès
- Campionato croato: 2
2019-2020, 2020-2021
- Coppa di Croazia: 1
2020-2021